# Идентичность
Иденти́чность (от ср.-век. лат. identicus — тождественный, одинаковый) — тождественность, одинаковость, совпадение чего-либо с чем-либо; в социально-гуманитарной сфере — осознание человеком самого себя посредством набора устойчивых характеристик. Идентичность является ответом на вопрос «Кто я?». Включает в себя переживание личностью принадлежности к определённым социальным группам (социальная идентичность), которое формируется в результате идентификации с ними в процессе социализации, а также представления человека об отличиях от других индивидов и групп, моделях поведения, ценностных ориентирах и др. Идентичность представляет собой один из центральных аспектов личностного самоопределения и самосознания человека, в том числе в изменяющихся ситуациях, представляет критерии оценки окружающего мира и самооценки.

## В психологии
- Эго-идентичность — термин Э. Эриксона — целостность личности; тождественность и непрерывность нашего Я, несмотря на те изменения, которые происходят с нами в процессе роста и развития (Я — тот же самый).
- Кризис идентичности — потеря эго-идентичности. В таком состоянии исчезают или снижаются целостность, тождественность и вера человека в свою социальную роль. Экзистенциальная идентичность рассмотрена в работах Д. Бьюдженталя, «Наука быть живым» (англ. The search for existential identity).

Существуют многие и разные определения идентификации и идентичности. В. П. Зинченко, Б. Г. Мещеряков в «Психологическом словаре», предполагают разные значения идентификации. В том числе:
1. в психологии познавательных процессов — это узнавание, установление тождественности какого-либо объекта;
2. в психоанализе — процесс, в результате которого индивид благодаря эмоциональным связям ведёт себя (или воображает себя ведущим) так, как если бы он сам был тем человеком, с которым данная связь существует;
3. в социальной психологии — отождествление индивидом себя с другим человеком, непосредственное переживание субъектом той или иной степени своей тождественности с объектом;
4. уподобление (как правило, неосознанное) себя значимому другому (например, родителю) как образцу поведения на основании эмоциональной связи с ним;
5. отождествление себя с персонажем художественного произведения, благодаря которому происходит проникновение в смысловое содержание произведения, его эстетическое переживание;
6. механизм психологической защиты, заключающийся в бессознательном уподоблении объекту, вызывающему страх или тревогу;
7. проекция, приписывание другому человеку своих черт, мотивов, мыслей и чувств;
8. идентификация групповая — отождествление себя с какой-либо (большой или малой) социальной группой или общностью, принятие её целей и ценностей, осознание себя членом этой группы или общности;
9. в инженерной и юридической психологии — распознавание, опознание каких-либо объектов (в том числе людей), отнесение их к определённому классу либо узнавание на основании известных признаков.

Спутанная идентичность является одним из симптомов деперсонализации.

## Виды идентичностей
Некоторые исследователи разделяют всю совокупность идентичностей на естественные, не требующие организованного участия по их воспроизводству, и искусственные, постоянно нуждающиеся в организованном поддержании. К первым относятся такие идентичности как этнические, расовые, территориальные (ландшафтные), общемировые, видовые. Ко второй категории относятся такие идентичности как национальные, профессиональные, договорные, конфессиональные, региональные, (суб)континентальные, сословные, классовые, зодиакальные, групповые, стратификационные. Некоторые идентичности носят смешанный характер, например, гендерные.

## Этническая идентичность
Этническая идентичность является производной от этноцентризма как принципа самоорганизации восприятия при выявлении им в окружающих тех или иных требующих этно-идентификации свойств. Этническая идентичность выражается в наборе поведенческих автоматизмов со свойственными им речевыми признаками и жестикуляцией. Она, соответственно, проявляется в ролевом репертуаре личности и формируется прежде всего на ранних этапах её социализации как то, что является общим для всех носителей данного языка и данной этнокультуры. Этническая идентичность привлекает всё большее внимание исследователей в современном мире с его все более усиливающимся смешением различных этносов как неоднозначном процессе, где действуют как центростремительные, так и центробежные силы.
Материалы словарной статьи словаря В. И. Даля показывают признаки «русского человека» как они осознаются самими русскими. Даль хорошо понимал, что в языке есть множество единиц, в которых закреплено понимание человеком своей культуры, в том числе при определении им своей этнической принадлежности.

## В экономике

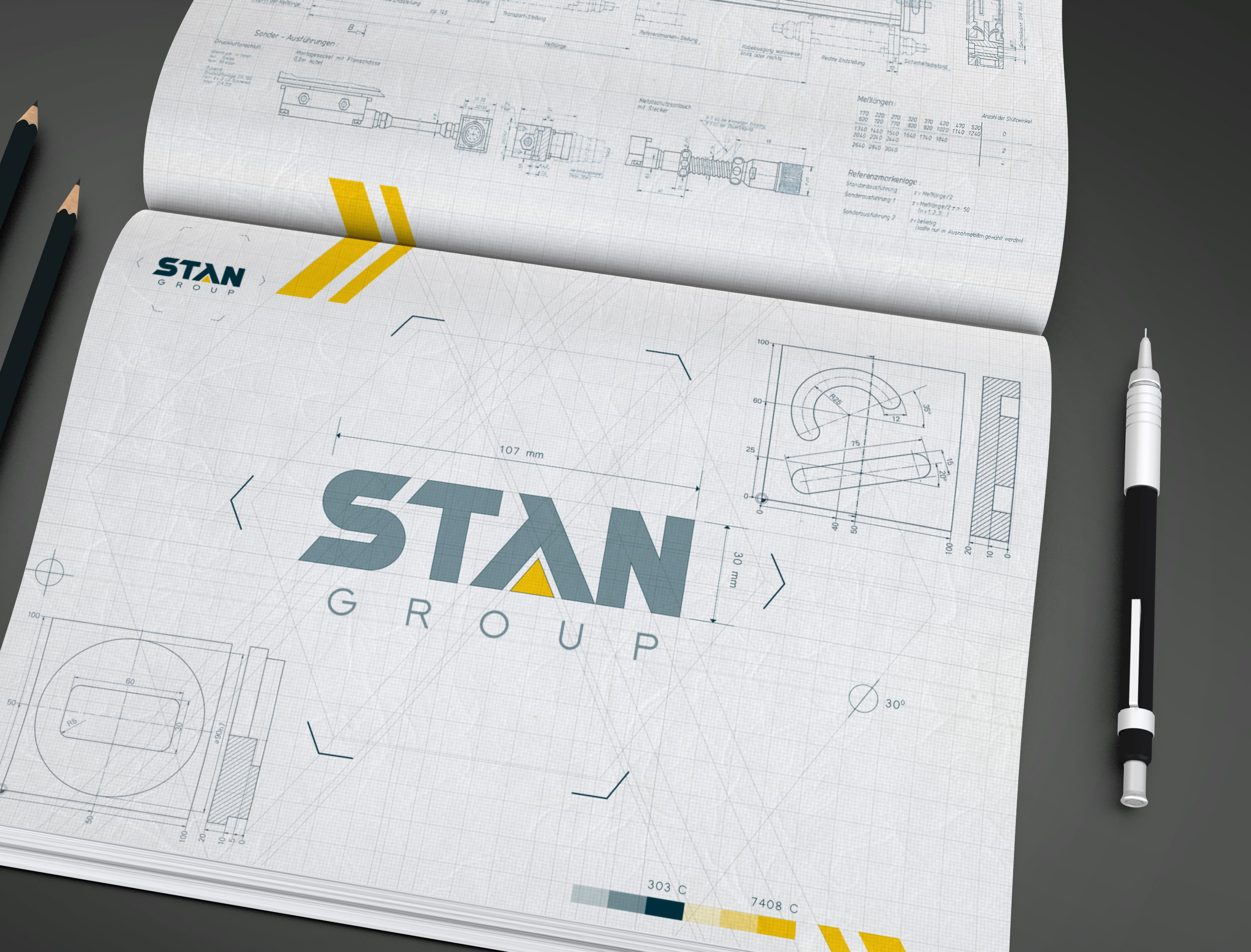
Элементы идентичности бренда — его атрибуты (brand identity). Например, сигнатура бренда (brand signature): символ (brand mark), логотип (Brand Logotype), слоган бренда (brandline или brand slogan), поддерживающая бренд графика (Supergraphic)

- Идентичность бренда (англ. brand identity). Отличительные особенности бренда, его индивидуальность (англ. brand personality). Метафора идентичности бренда — «ДНК» бренда (англ. brand DNA). Имеет несколько дефиниций: 1) стратегическая концепция персоналии бренда, его внешнее выражение, совокупность его идентификаторов; отражение уникальных для бренда характеристик, которые мотивируют покупателя; играет ключевую роль в процессе узнавания бренда потребителями; формирует его неповторимость; является главным элементом мотивационной вертикали бренд менеджмента, участвующим в формировании модели и имиджа бренда; 2) то, что бренд представляет собой в восприятии потребителей или по замыслу его разработчиков.[7] Существует термин «атрибуты бренда» (англ. brand identify или brand attributes).[8]
- Корпоративная идентичность (англ. corporate identity), выражается в атрибутах корпоративного стиля (англ. corporate style). То же, что и идентичность бренда, только по отношению к корпоративному бренду. Корпоративный бренд связывается с названием компании (и/или его символом), может использоваться для товаров компании. Часто является основой или дополнением для бренда семейства (англ. family brand) и индивидуального бренда (англ. individual brand); в азиатской модели бренд-менеджмента корпоративный бренд (англ. corporate brand) играет центральную роль: большинство дочерних компаний, продуктов и услуг имеют один бренд, который может меняется, но незначительно. Т. н. монолитный бренд (англ. monolithic brand) или Дом бренда (англ. branded house). В этом случае в рекламе акцентируется внимание не на брендах товаров, а на корпоративном бренде: основное преимущество — фокусирование деятельности на единстве компании и общих корпоративных ценностях, что в свою очередь позволяет оперативно выстраивать глобальную структуру бизнеса, но сопряжено с различными рисками и сложностями при диверсификации производства. В западной модели бренд-менеджмента упор делается на бренды, принадлежащие компании, а корпоративному бренду назначается поддерживающая роль в случае успеха товаров/товарных категорий под самостоятельными брендами (англ. house of brand). Современная модель бренд-менеджмента использует комбинированный подход, использующий достоинства азиатской и западной моделей.[9] Также существует понятие корпоративный брендинг (англ. corporate branding).
- Национальная идентичность (англ. national identity, см. Территориальная идентичность). Понятие смежных наук, в бренд-менеджменте связывают с терминами «национальный брендинг», «территориальный брендинг» или «брендинг территорий» (Wally Olins). Обозначает идентичность национального или территориального (регионального, странового и др.) бренда.[10] Подробнее см. «Идентичность бренда», а также национальный или территориальный кобрендинг.